# ハイドロスペース
ハイドロスペース（Hydrospace）は水上オートバイを製造するオーストリアのメーカーである。

## 概要
2004年にオーストリアで誕生し、世界初の4ストロークスタンドアップジェットスキーを製造した。2005年10月にはハイドロスペースとなる。2006年からは今日において数多くの世界選手権で優勝している。2007年にベネリの傘下企業となりHSRベネリと商号を変更した。2009年12月にはイタリアのペサロに本社を移転した。

## 製品
- B3Rピュア
- B3Rクルーズ
- B3Rダイナミック
- B3Rスポーツ
- B3Sダイナミック
- B3Sエクストリーム